# Ivan Tomečak
Ivan Tomečak (croata pronúncia: [iʋan tɔmɛtʃa ː k], nascido em Zagreb, 7 de dezembro de 1989) é um futebolista croata que atual como lateral-direito. Atualmente defende o NK Rudeš.

## Carreira
Tomečak começou sua carreira no futebol no Lokomotiv Zagreb, fazendo 47 jogos no campeonato durante todo seu período de empréstimo de 18 meses a equipe do Dinamo Zagreb. Em janeiro de 2009 ele retornou do empréstimo e desde então fez 46 partidas pelo clube em todas as competições e marcou seis gols. 
Em 14 de agosto de 2007, Tomečak foi para um time da terceira divisão o Lokomotiv Zagreb por um período de empréstimo de 18 meses. Ele jogou em quase todas as partidas da temporada 2007-08 e ajudou Lokomotiv ganhar a promoção para Druga HNL. Na temporada 2008-09, ele se apresentou em todos os 15 jogos da liga do Lokomotiva antes de terminar o seu empréstimo. 
Ele retornou do empréstimo em 15 de janeiro de 2009 e tem desempenhado desde então, um papel importante no título do Dínamo de campeonato de 2008-09. Sua estreia se deu em 1 de Março de 2009, em uma partida em casa contra o SK Slaven Belupo, que o Dínamo venceu por 1-0. Em 5 de abril de 2009, ele marcou seu primeiro gol para o Dinamo Zagreb, entrando na partida em 70 minutos contra o HNK Cibalia e marcando dois golos decisivos na Dínamo, por 4-3, vitória fora de casa. Ele também jogou em ambas as pernas finais de 2009 da Copa da Croácia, que o Dínamo venceu pela terceira vez consecutiva, derrotando o Hajduk Split 4-3 pênaltis após sanção. Com o Dinamo Zagreb, Tomečak ganhou dois títulos consecutivos do campeonato nacional, fazendo um total de 30 jogos no campeonato para o clube durante as duas temporadas após seu retorno. Ele também fez a sua estreia nas competições europeias em 21 de julho de 2009 em 2009-10 UEFA Champions League contra o Pyunik Yerevan que o Dínamo Zagreb venceu por 3-0. 
No início da temporada 2010-11, Tomečak ganhou o seu quarto com o Dinamo Zagreb, que o clube ganhou a Supercopa da Croácia de 2010. 
Tomečak iniciou a sua carreira internacional para a Croácia com o jogo amistoso para a equipe sub-18 em uma partida contra a Polônia, sub-18. Ele fez três aparições mais amistoso para a equipe sub-18 antes que ele estreou pelo time sub-19, em 12 de novembro de 2007 em uma partida eliminatória contra Montenegro sub-19. Ele fez um total de sete partidas pela seleção sub-19 antes de estrear para a sub-20 e sub-21 equipes. Ele fez duas aparições em jogos amistosos para a equipe sub-20 ao longo de 2009 e 2010. Em 07 de junho de 2009 Tomečak estreou pela equipe sub-21, nas eliminatórias contra a Noruega, sub-21 em uma partida fora de casa, que a seleção croata venceu por 3-1. 